# Gasballong

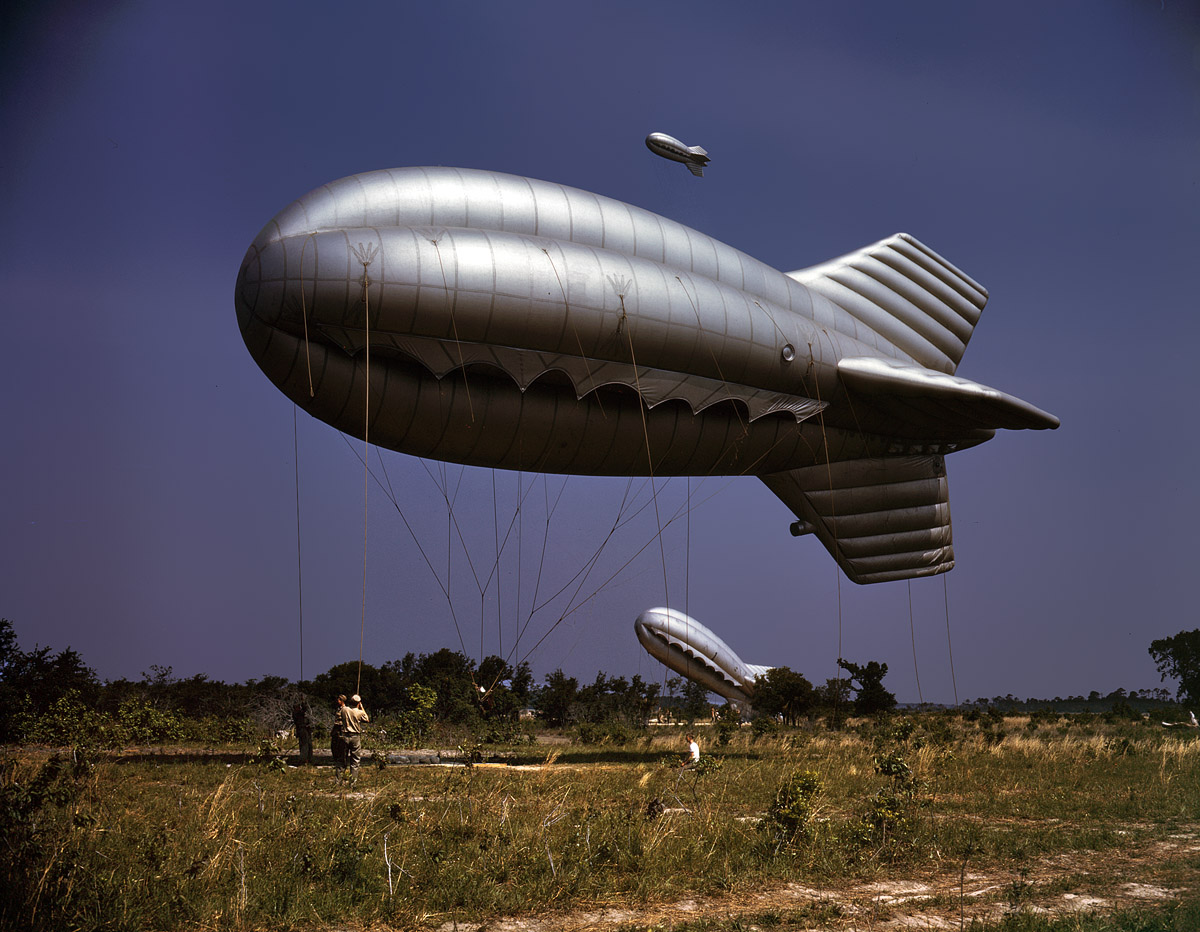
Gasballonger användes som spärrballonger under första och andra världskrigen. (Bilden är färglagd)

Gasballong eller Charlière är en aerostat utformad som en ballong där bärkraften skapas av en gas till skillnad mot en varmluftsballong där varm luft svarar för bärkraften.

## Historik
Den första gasballongen skapades 1783 av fysikern Jacques Charles och bröderna  Ainé och Cadet Robert när de visade upp sin ballong Globe vid Place des Victoires. Utvecklingen av gasballonger ledde så småningom fram till Henri Giffards luftskepp. Tekniken med charlierballonger trängde undan montgolfierballongerna och under 1800-talet var de flesta ballongerna av charliertyp. Fördelen med gasballonger var att de kunde flyga fortare och högre än varmluftsballonger. 
Runt 1920 tog luftskeppen över och gasballongverksamheten dog mer eller mindre ut, utom i USA där amerikanska krigsmakten använde gasballonger och små luftskepp som bärare av radarutrustning. Eftersom det fanns en industri som tillverkade höljen försökte man popularisera användandet civilt och i slutet på 1960-talet vaknade intresset för civila ballonger men nu i form av montgolfier. 
De första ballongerna tillverkades av siden som behandlades med en gummimassa för att skapa en tät gasbehållare, senare använde man som på Örnen fernissa som tätande medium. Dagens gasballonger tillverkas av ett syntetiskt gummimaterial. 
En gasballongs totala bärförmåga, inberäknat vikten av själva ballongen med släplinor och korg, är lika med viktskillnaden mellan den av ballongen undanträngande luftmassan och samma volym gas.
Som gas använder man lysgas, vätgas eller helium.
Runt 1800-talet var lysgasen vanligast i England eftersom man där infört gasgatubelysning i London 1807. Först att utnyttja lysgas som bärande medium var den engelske ballongflygaren Charles Green. Lysgasen är tyngre än väte men den var betydligt billigare och lättare att erhålla. I övriga länder använde man vetenskapsmannen Henry Cavendishs metod att framställa vätgas genom att hälla svavelsyra på järnfilspån. Båda dessa gaser är explosiva och brandfarliga, ur säkerhetssynpunkt är helium att föredra.
Bärkraften hos en gasballong kan ersättas av att man dumpar ballast, men när ballasten är slut kan man inte påverka en ökning av höjden. För att stabilisera höjden till en bestämd höjd använder man släplinor som tynger ner ballongen. När ballongen stiger ökas den totala vikten för farkosten med den extra vikt av släplinorna som skall bäras av farkosten. På samma sätt minskas den totala vikten om ballongen sjunker eftersom en större del av släplinorna avlastas av marken.  
I Sverige skedde den första bemannade uppstigningen av professor Étienne Robertson 7 september 1806. Efter 4 minuters flygning landade man på Humlegården i Stockholm. 1851 gör Joseph Tardini ett flertal uppstigningar vid ett tillfälle får greve Per Ambjörn Sparre vara med, och han blir därmed den förste svensk som dokumenterat har flugit. 1870 steg sen tyskfödde litografen Heinrich Neuhaus upp i en ballong för att avbilda Stockholm. Hans skisser gavs ut 1893 i form av en snedbildskarta. 1890 förolyckades Victor Rolla vid en ballonguppstigning över Stockholms skärgård. Detta lär vara den första dödsolyckan i samband med flygning i Sverige.
Användandet av gasballonger upphörde i stora delar av världen runt 1920-1930, på grund av kostnaden för att framställa själva ballongen samt kostnaden för att fylla den med gas. Men den fick en återkomst i form av obemannade spärrballonger under andra världskriget.
I dag sker den största användningen av gasballonger som leksaker, meteorologiska väderballonger. Användandet av gasballonger i luftsport sker främst i Tyskland, som har halva världens bestånd av gasballonger i sitt Luftfartygsregistret. I USA möter sporten en ny framgång, och man har i dag drygt 20 civila piloter med certifikat för att framföra en gasballong.

## Militär användning
Första användandet av ballongen i militära sammanhang var under Franska revolutionen när fransmännen 1794 använde ballonger som observationsplattformar, för att se den österrikiska arméns trupprörelser. Napoleon I såg betydelsen av ballonger i krigets tjänst. Han funderade på att tillverka en armada av stora transportballonger och med hjälp av dessa invadera England. I USA satte man under inbördeskriget upp Union Army Balloon Corps under ledning av Thaddeus Lowe. Under tyskarnas belägring av Paris 1870 upprättade parisarna en luftbro. 23 september 1870 inledde Jules Duruof en flygning från Place St. Pierre i Montmartre över de tyska linjerna med ballongen Neptune. Han landade i Carconville, där han kunde lasta av 123 kg post. Under belägringen kom 67 ballonger att starta. Sex stycken kom i tyskarnas händer och två stycken förlorades spårlöst. Under både första och andra världskriget användes gasballonger som spärrar för att hindra bombflygplan. Flygplanspiloterna såg ballongerna, men den stora faran för dem var de vajrar som hängde ner från ballongerna. Fram till i slutet på 1950-talet använde USA gasballonger som bärare av radar och radiorelästationer. 
I Sverige inrättades en ballongavdelning 1898 vid Kungliga Vaxholms artillerikår under ledning av kapten Richard Jäderlund. Redan 1896 beställdes ballongen från den franska firman Godard & Surcouf i Paris. 

## Vetenskapskapliga expeditioner
1845 lämnade den franske ballongföraren Dupuius Delcourt in en skrivelse till inrikesministeriet, där han visade att man kunde nå Nordpolen. 1866 föreslog dr. E Meissel att man skulle använda en kombinerad charlier och montgolfiére på 22 500 m³. Sivel föreslog 1872 byggandet av en 18 000 m³ vätgasballong, som var försedd med ett dubbelt hölje, där det yttre höljet kunde ändra form, för att minska risken av nedtyngning av snö och regn. Sivel omkom genom kvävning när han genomförde en högflygning 1877, och hans förslag genomfördes inte. Hermite och Besancon föreslog 1892 att man skulle använda en vätgasballong på 17 840 m³ med start från Spetsbergen, men då kostnaderna beräknades till 600 000 franc kom de aldrig till stånd. 1897 genomförde Andrée sin expedition med den "lilla" ballongen Örnen.

I England bedrev meteorologen James Glaisher mellan 1862 och 1866 vetenskapliga studier av temperaturen och luftfuktigheten på olika höjder i atmosfären. Redan 1892 sändes de första instrumentbärande gasballongerna upp, föregångare till de som fortfarande används. Trots satelliter, radar och datorer är de ett oumbärligt dagligt hjälpmedel för alla meteorologer och forskare av de högre luftlagren.

## Bärande medium
- Lysgas - vikt 0,60 kg/m³ bärkraft 0,7 kg/m³., [2]
- Vätgas ren - vikt 0,089 kg/m³ bärkraft 1,2 kg/m³.
- Vätgas oren - vikt 0,10-0,20 kg m3 bärkraft 1,2 - 1,10 kg/m³.
- Helium - vikt 0,18 kg/m³ bärkraft 1,1 kg/m³.

## Några kända gasballongförare
- Jacques Charles - genomförde den första uppstigningen med en gasballong 1 december 1783.
- Jean-Pierre Blanchard och John Jeffries - som flög över Engelska kanalen 7 januari 1789.
- Pilatre de Rozier - som med en kombinerad gasballong (charlière) och montgolfière omkommer under sitt kanalförsök.
- Charles Green - som enligt vissa källor var den första att använda sig av tekniken med släplinor.
- Jules Duruof - som flög ut post från det belägrade Paris 1870.
- Paul Rolier - som 1870 lyckades flyga från Paris till Telemark  i Norge.
- Thaddeus Lowe - som försökte flyga över Atlanten.
- Salomon August Andrée - som efter endast 11 uppstigningar startar sin Nordpolenresa.
- Wilhelm Svedenborg - innehavare av Sveriges första ballongförardiplom
- Karl Amundson - som flyger från Stockholm till Randers på 26 timmar
- Hans Frænkel - som flyger från Stockholm till Solzi i Ryssland 1902
- August Saloman - svensk ballongförare som utbildats i Österrike
- Gustaf von Hofsten - som sätter skandinaviskt rekord i distansflygning 1909
- Ernst Fogman - som når 4800 meter med "Svenske II" år 1905. Gällande svenskt rekord.